# Kovács Gábor (bankár)
Kovács Gábor (Orosháza, 1957. január 2. –) magyar bankár, üzletember, műgyűjtő és filantróp, a KOGART alapítója.

## Életpályája
A moszkvai Nemzetközi Kapcsolatok Főiskoláján 1975-1980 között folytatott tanulmányai végeztével nemzetközi gazdasági kapcsolatok szakon szerzett oklevelet. 1980-tól a Magyar Nemzeti Bankban dolgozott, ahol később Fekete János munkatársa volt. 1985-től a budapesti Citibank első ügyvezető igazgatója volt, 1989-től 1991-ig pedig a londoni Citibank alelnöke. 1991-ben Magyarországra visszatérve megalapította a Bankár Kft.-t, amelynek ügyvezető igazgatója, majd a cég részvénytársasággá alakulása után elnök-vezérigazgatója lett.
1998-ban megnyitotta Magyarország első magánkórházát a Telki Kórházat. Befektetőként felismerte, hogy a hazai orvos- és ápolóképzés tudásbázisán van helye egy szolgáltatásaiban ezt képviselő magánintézménynek.
2003. november 8-án hárommilliárd forintos alaptőkével megalapította a Kovács Gábor Művészeti Alapítványt, 2004. április 20-án megnyitotta a KOGART Házat.
2004-ben megvásárolta, majd a teljes körű rekonstrukciót követően 2010-ben új rendeltetéssel nyitotta meg a Sopronbánfalvi Pálos-Karmelita Kolostort melynek 2015-ig tulajdonosa volt.
2006 óta a Trilaterális Bizottság tagja.

### Szakmai pályafutásának mérföldkövei
- 1980 - 1985 Magyar Nemzeti Bank, a Devizagazdálkodási Főosztály Nemzetközi Osztályának munkatársa, skandináv referens,
- 1985 - 1989 Citibank Rt. (Budapest), ügyvezető igazgató,
- 1989 - 1991 Citibank (London), alelnök,
- 1991 - Bankár Kft. (Budapest), ügyvezető igazgató, majd Bankár Holding Zrt., elnök-vezérigazgató.

### A Kovács Gábor Gyűjtemény létrejötte
„A szépség iránti fogékonyságot édesanyámtól örököltem. Már gyermekkoromban is az ember és a táj foglalkoztatott: a szépség és a harmónia, a térérzet és a horizont. Ég és föld találkozása. Persze mit sem tudtam én ezekről az elvont fogalmakról Kakasszéken! Csak azt tudtam, hogy az ottani emberek őszinték és kemény munkával keresik a kenyerüket. A szépség persze szubjektív. Szép egy arc, egy fa, a kakasszéki állomásra beérkező vonat, a közeli tó. A tavasszal megszólaló pacsirták és a hazatérő fecskék az élet harmóniáját jelentették számomra. Az ősszel összesereglő költöző madarak pedig az elmúlásét. Kakasszék már a múlt. Megváltozott. Arctalan lett. Az öregek jó része eltávozott más szépségek felé…
Édesanyám is közelebb költözött hozzám. Az érzésvilág azonban megmaradt. Talán ez köszön vissza az én gyűjteményemben, ebben a könyvben.
Kora ifjúságomban nem voltam különösebben fogékony a művészetek iránt. Éppen túl voltam a krisztusi koron, amikor megérintett. Azóta a rabja vagyok.1991-ben újonnan nyílt irodám üres falaira vásároltam nyolc képet. Kizárólag magyarokat. Az első merítés jól sikerült. Csók István, Magyar Mannheimer Gusztáv és Rubovics Márk alkotása ma is a gyűjteményem értékes része. A gyűjtés szenvedély lett és megállíthatatlanul belopakodott a hétköznapjaimba. Érdeklődési köröm folyamatosan tágult. Fokozatosan terjedt ki a XIX. századi klasszikus, romantikus tájképfestészet felé, megjelentek a XIX. század első felének portréi, eljutottam a nagybányai hangulatig. Mányoki Ádám és Kupeczky János szellemisége is része lett házam hangulatának. A Magyar Nemzeti Galéria szerette volna újra házasítani II. Rákóczi Ferencet Sarolta Amália hesseni hercegnővel. Sikerült is – egy Mányoki-életműkiállítás erejéig kölcsönadtam gyűjteményem becses darabját.
És megtalált Gulácsy és Csontváry! Valamilyen csoda folytán engem a remekművek megtalálnak… A találkozás id. Markó Károly képeivel elemi erővel hatott rám. A Markó-érzés évekig mindent elsöpört. Id. Markó Károlytól Károlyi György 1836-ban rendelt egy festményt. Ez volt az Asszonyok a kútnál (Kígyóölő). A kép az elmúlt százötven évben a Károlyi család tulajdonában volt és Andrássy Katinka örököseinek bizalmából került hozzám. Újabb hihetetlen véletlen folytán jutottam hozzá a lappangó és csak leírásokból ismert másik főműhöz, melynek címe: Szent Pál hajótörése Máltán. Az egyik Markó vonzotta a másikat. A Markó-gyűjtemény tizenhatodik darabját 2003 nyarán Londonban vettem a Sotheby’s árverésén. Ismét egy főmű... A festmény még soha nem volt látható Magyarországon. Egy spanyol infáns vásárolta meg Itáliában Markó halála után, az 1860-as években. A legbüszkébb gyűjteményem ezen szegmensére vagyok: a romantikus tájképfestőkre, a Markókra, Ligetire, Telepyre. Talán ennek a találkozásnak köszönhető, hogy ma nemcsak háromszáz képem, hanem az 1700-1935 közötti időszakból többé-kevésbé egységes érzésvilágot kifejező gyűjteményem van.
A XX. század második felének művészetével már bajban vagyok. Csak néhány évvel ezelőtt kezdtem befogadni ezt a kort. A műtárgyak szaporodnak: Barcsay, Tóth Menyhért, Bálint Endre és egy Bozsó János-életmű – hogy csak néhány nevet említsek. Ez az anyag még nem ért össze kerek egésszé. Ez lesz a következő tíz év magánygyűjtői feladata. A rendezőelv számomra kötelező: őszinteség, szépség, harmónia… Olyan műtárgyak, amelyek a lelkemhez közel állnak, amelyek megérintenek.
Életem elmúlt tizenhárom éve elsősorban az üzleti tevékenységről szólt és csak másodsorban a műgyűjtésről. Londoni állásomat feladva kezdtem el vállalkozni. Tudásomat szülőhazámban is szerettem volna megmutatni: jöttek a tranzakciók, jöttek a sikerek, vagyonosodtam. Rohantam tovább, előre az újabb kihívások, az újabb tranzakciók felé. Nem láttam, milyen óriási különbség van a sikert megtestesítő vagyon és az örök értékek között. Azt hittem, nekem minden sikerül. Tévedtem.
Három év keserves vergődés után, 2002-ben Aubussonban a Gobelin Múzeum falán megláttam Péreli Zsuzsa legújabb alkotását, az Aequilibriumot. Azonnal megértettem, hol rontottam el. Egy pillanat volt csupán, míg rádöbbentem: sikeres, de egyoldalú életem hiányzó eleme az egyensúly. Meg kell teremtenem a harmóniát nemcsak a környezetemben, a Markók között, hanem a saját lelkemben is. Rájöttem, hogy az igazi egyensúly nem „vízszintesen”, hanem a szellemi célok és a földi érdekek között születik. „Ég” és „föld” között. Földi célok, s égi távlatok között. Kakasszék horizontjától a markói táj szépségén át eljutottam Péreli egyensúlykereséséig. Kívánom, valamennyien tegyék meg ezt az utat lelkükben.
Ezeknek az élményeknek a hatására fogant meg a művészeti alapítvány gondolata is, és jött létre a Kovács Gábor Művészeti Alapítvány. A XXI. század az Alapítványé! Az Alapítványé a jövő. A ma születő műtárgyak a KOGART gyűjteményét gazdagítják majd. Egy olyan gyűjteményt szeretnék építeni, amelyre a szépség, a harmónia, az egyensúlykeresés, az ihletett, őszinte művészet a jellemző, amelyben jelen lesznek a külső szépségbe rejtett magas szellemi célok és örök lelki értékek. Biztos vagyok abban, hogy a következő száz évben megtaláljuk azokat a művészeket, akik „felvették a kapcsolatot Istennel”, ahogy Csontváry fogalmaz naplójában. Művészetünk hatvan év magány után újra az európai művészet részévé válik. És valamennyiünk örömére létrejön egy gyűjtemény – a valós értékek mentén –, amely mindannyiunkat megérint.”

– Kovács Gábor

## Díjak
- 2005: Summa Artium Díj, "Kortárs művészetért" kategória, Kiterjedt kultúratámogató és szervezői tevékenységéért.[3]
- 2005: A Magyar Köztársasági Érdemrend lovagkeresztje
- 2016: A Magyar Érdemrend középkeresztje